# Comportamento humano
Comportamento humano refere-se à capacidade potencial e expressa de indivíduos ou grupos de reagirem a estímulos internos e externos ao longo de suas vidas. Essa capacidade abrange aspectos mentais, físicos e sociais, sendo influenciada tanto por fatores genéticos quanto ambientais. Além disso, o comportamento é moldado por pensamentos e sentimentos, que fornecem pistas sobre a psique individual, revelando aspectos como atitudes, valores e crenças. A diversidade de traços psicológicos e personalidades contribui para a variação nas ações e comportamentos entre as pessoas, tornando o comportamento humano um fenômeno multifacetado e único para cada indivíduo.
Comportamento social refere-se a ações direcionadas a outras pessoas e é amplamente influenciado pela interação social, pela cultura, pela ética, pelos relacionamentos interpessoais, pela política e pelo conflito. Enquanto alguns comportamentos são considerados comuns, outros são mais raros ou incomuns. A aceitabilidade desses comportamentos depende das normas sociais, que são reguladas por diversos mecanismos de controle social. Essas normas também desempenham um papel crucial ao pressionar os indivíduos a seguirem determinadas regras e a adotarem comportamentos considerados aceitáveis ou inaceitáveis, conforme os padrões da sociedade ou cultura.
Comportamento cognitivo, por sua vez, está relacionado às ações envolvidas na aquisição e utilização do conhecimento. Esse tipo de comportamento aborda como as informações são aprendidas, transmitidas e aplicadas de forma criativa, abrangendo também crenças pessoais, como as religiosas.
Comportamento fisiológico refere-se às ações voltadas para a manutenção do corpo e envolve tanto as funções corporais básicas quanto as medidas adotadas para preservar a saúde e o bem-estar físico.
Comportamento econômico abrange ações relacionadas ao desenvolvimento, organização e uso de recursos materiais, além de outras formas de trabalho, sendo essencial para a estruturação da vida em sociedade.
Por fim, comportamento ecológico diz respeito às ações que envolvem o ecossistema. Ele considera como os seres humanos interagem com outros organismos e como o ambiente influencia e molda o comportamento humano.

## ESTUDO
O comportamento humano é um campo de estudo abrangente das ciências sociais, incluindo áreas como psicologia, sociologia, etologia e seus diversos ramos e escolas de pensamento. Devido à sua complexidade, existem muitas facetas do comportamento humano, e nenhuma definição ou disciplina é capaz de abarcá-lo em sua totalidade.
Um dos debates mais fundamentais nesse campo é o debate natureza versus criação, que explora se o comportamento humano é predominantemente moldado por fatores genéticos (natureza) ou ambientais (criação). Essa discussão permeia diversas áreas de estudo e tem implicações significativas para a compreensão da interação entre hereditariedade e ambiente na formação dos indivíduos.
O estudo do comportamento humano frequentemente atrai atenção pública por sua conexão com questões culturais relevantes, como crime, sexualidade e desigualdade social. Essas interseções tornam o campo não apenas cientificamente importante, mas também socialmente impactante.
O comportamento humano também é enfatizado em algumas ciências naturais, como a neurologia e a biologia evolutiva. Enquanto a neurologia investiga como o comportamento é controlado pelo sistema nervoso, a biologia evolutiva explora como a mente humana se desenvolveu ao longo do tempo, considerando fatores adaptativos e evolutivos. Em outros campos do conhecimento, o comportamento humano pode ser um tema secundário, analisado no contexto de como impacta ou é impactado por outros assuntos. Além do escopo científico, o comportamento humano e a condição humana têm sido temas centrais na filosofia e na literatura. Na filosofia, a filosofia da mente aborda questões como o livre-arbítrio, o problema mente-corpo e a plasticidade do comportamento humano, refletindo sobre a natureza da consciência e suas implicações para a existência humana.
O comportamento humano pode ser avaliado por meio de questionários, entrevistas e métodos experimentais. Os testes em animais também podem ser usados para testar comportamentos que podem ser comparados ao comportamento humano.

## REFERÊNCIAS
Comportamento Humano: Uma Janela Fascinante para a Psicologia
4 Técnicas Cognitivas e Comportamentais fundamentais
Studying Human Behavior
1. ↑  Veríssimo, Instituto (22 de outubro de 2023). «Comportamento Humano: Uma Janela Fascinante para a Psicologia». Instituto Veríssimo. Consultado em 30 de novembro de 2024
2. ↑  Soares, Gui Lopes (23 de janeiro de 2020). «Como desenvolver comportamentos sociais desejáveis, por Andressa Pimentel». Escola da Inteligência. Consultado em 30 de novembro de 2024
3. ↑  Longino, Helen E. (18 de janeiro de 2013). Studying Human Behavior: How Scientists Investigate Aggression and Sexuality (em inglês). [S.l.]: University of Chicago Press
4. ↑  Longino, Helen E. (18 de janeiro de 2013). Studying Human Behavior: How Scientists Investigate Aggression and Sexuality (em inglês). [S.l.]: University of Chicago Press